# BTS (band)
BTS (Hangul: 방탄소년단; RR: Bangtan Sonyeondan), ook wel Bangtan Boys genoemd, is een Zuid-Koreaanse K-popgroep die in 2013 werd opgezet door Big Hit Entertainment. De groep bestaat uit drie rappers, namelijk RM (Kim Nam-joon), Suga (Min Yoon-gi) en J-Hope (Jung Ho-seok) en vier zangers, Jin (Kim Seok-jin), Jimin (Park Ji-min), V (Kim Tae-hyung) en Jungkook (Jeon Jung-kook). BTS' fanclub heet A.R.M.Y. De leider van de boyband is RM.

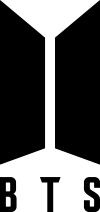
BTS-logo

## Geschiedenis
BTS maakte hun debuut op 13 juni 2013 met het nummer "No More Dream" van het album 2 Cool 4 Skool. Een jaar later kwam het album Dark & Wild uit en na nog twee jaar The Most Beautiful Moment in Life: Young Forever.
De band genereerde enige bekendheid in het Westen met The Most Beautiful Moment in Life: Trilogy. The Most Beautiful Moment in Life: Part 2 en The Most Beautiful Moment in Life: Young Forever stonden beide in de Billboard 200.
De groep bracht hun tweede volledige album, Wings, uit in 2016. In 2017 wonnen ze de Top Social Artist Award bij de Billboard Music Awards. In november 2017 maakten ze hun Amerikaanse televisiedebuut toen ze optraden tijdens de American Music Awards. In deze periode waren ze te gast bij Jimmy Kimmel en bij de The Ellen DeGeneres Show.
BTS heeft samengewerkt met artiesten zoals Halsey voor "Boy with Luv", Lauv voor "Make It Right" en met Steve Aoki en Desiigner voor "Mic Drop" en "The Truth Untold". Met Steve Aoki werd ook het liedje "Waste It on Me" gemaakt, dat in het Engels wordt gezongen.

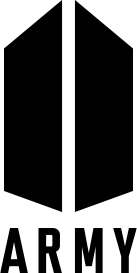
A.R.M.Y.-logo

In 2018 hield de boyband een toespraak bij de Verenigde Naties in New York omtrent hun Love Yourself Campaign in samenwerking met UNICEF. Zowel in 2018 als in 2019 kwamen ze terecht op de lijst van invloedrijkste personen ter wereld van TIME Magazine.
In 2020 kende de groep een enorm succes door de verschijning van het lied "Dynamite", dat records brak in de Verenigde Staten, Zuid-Korea, alsook wereldwijd. Het lied werd genomineerd voor een Grammy. Daarnaast verscheen in 2021 het lied "Butter", dat een vervolg gaf aan het ongekende succes. Opnieuw werd de groep genomineerd voor een Grammy, maar ze wonnen deze niet. Ook de samenwerking in 2021 met Coldplay voor het lied "Universe" was succesvol.
In 2022 hield BTS een toespraak in het Witte Huis en voerde de groep een gesprek met president Joe Biden in het kader van het geweld en racisme dat Aziaten in de Verenigde Staten en elders in de wereld ondervinden.
In juni 2022 kondigde de groep aan zich, na de verschijning van het album Proof en de viering van hun negenjarig bestaan, meer op soloprojecten te zullen gaan richten.
Geplaagd door de verplichting hun militaire dienst te vervullen, bracht de groep in juni 2023 een nieuwe (digitale) single uit, Take Two, ter viering van hun tienjarig bestaan. Jin en J-Hope waren op dat moment al aan hun legerdienst begonnen.
Vanaf 11 december 2023 zijn alle leden hun legerdienst begonnen en hebben dus een voorlopige pauze. Ze zijn verwacht om in de zomer van 2025 terug te komen met nieuwe muziek.

## Discografie

### Studioalbums
Koreaans
- 2013: O!RUL8,2?, minialbum
- 2014: Skool Luv Affair, minialbum
- 2014: Skool Luv Affair (Special Edition)
- 2014: Dark & Wild
- 2015: The Most Beautiful Moment in Life, Part 1, minialbum
- 2015: The Most Beautiful Moment in Life, Part 2, minialbum
- 2016: The Most Beautiful Moment in Life, Young Forever
- 2016: Wings
- 2017: You Never Walk Alone
- 2017: Love Yourself 承 'Her', minialbum
- 2018: Love Yourself 轉 'Tear'
- 2018: Love Yourself 結 'Answer'
- 2019: Map of the Soul: Persona, minialbum
- 2019: BTS World: Original Soundtrack
- 2020: Map of the Soul: 7
- 2020: Be
- 2022: PROOF

Japans
- 2014: Wake Up
- 2016: Youth
- 2018: Face Yourself
- 2020: Map of the Soul: The Journey

### Albums
| Album met hitnotering(en) in de Vlaamse Ultratop 200 albums | Datum van verschijnen | Datum van binnenkomst | Hoogste positie | Aantal weken | Opmerkingen |
| ----------------------------------------------------------- | --------------------- | --------------------- | --------------- | ------------ | ----------- |
| The most beautiful moment in life : young forever           | 02-05-2016            | 07-05-2016            | 194             | 1            |             |
| Wings                                                       | 10-10-2016            | 15-10-2016            | 72              | 10           |             |
| Love yourself 承 'Her'                                      | 19-09-2017            | 23-09-2017            | 18              | 37           |             |
| Face yourself                                               | 04-04-2018            | 07-04-2018            | 94              | 1            |             |
| Love yourself 轉 'Tear'                                     | 18-05-2018            | 26-05-2018            | 6               | 55           |             |
| Love yourself 結 'Answer'                                   | 24-08-2018            | 01-09-2018            | 5               | 120          |             |
| Map of the soul - persona                                   | 15-04-2019            | 20-04-2019            | 3(2wk)          | 73           |             |
| BTS world                                                   | 28-06-2019            | 06-07-2019            | 19              | 8            | Soundtrack  |
| Skool luv affair                                            | 12-02-2014            | 13-07-2019            | 150             | 2            |             |
| 2 Cool 4 skool                                              | 13-06-2013            | 24-08-2019            | 174             | 1            |             |
| In the mood for love...                                     | 03-05-2016            | 31-08-2019            | 118             | 2            |             |
| The most beautiful moment in life, pt. 1                    | 29-04-2015            | 07-09-2016            | 186             | 1            |             |
| Dark & wild                                                 | 19-08-2019            | 07-09-2019            | 185             | 1            |             |
| Map of the soul : 7                                         | 21-02-2020            | 29-02-2020            | 1(2wk)          | 78           |             |
| Map of the soul : 7 ~ the journey ~                         | 15-07-2020            | 18-07-2020            | 18              | 12           |             |
| Be                                                          | 20-11-2020            | 28-11-2020            | 3               | 39           |             |
| BTS, the best                                               | 16-06-2021            | 14-08-2021            | 8               | 13*          |             |

### Singles
| Single met eventuele hitnotering(en) in de Nederlandse Top 40 | Datum van verschijnen | Datum van binnenkomst | Hoogste positie | Aantal weken | Opmerkingen                                  |
| ------------------------------------------------------------- | --------------------- | --------------------- | --------------- | ------------ | -------------------------------------------- |
| Idol                                                          | 2018                  | 01-09-2018            | -               | -            | met Nicki Minaj/ Nr. 96 in de Single Top 100 |
| Waste it on me                                                | 2018                  | 03-11-2018            | tip13           | -            | met Steve Aoki                               |
| Boy with luv                                                  | 2019                  | 20-04-2019            | tip1            | -            | met Halsey / Nr. 58 in de Single Top 100     |
| Dynamite                                                      | 2020                  | 05-09-2020            | 8               | 13           | Alarmschijf Nr. 23 in de Single Top 100      |
| Butter                                                        | 2021                  | 05-06-2021            | 35              | 1            |                                              |
| Permission to dance                                           | 2021                  | 17-07-2021            | tip20           | -            |                                              |
| My universe                                                   | 2021                  | 02-10-2021            | 9               | 18*          | met Coldplay Alarmschijf                     |

| Single met hitnotering(en) in de Vlaamse Ultratop 50 | Datum van verschijnen | Datum van binnenkomst | Hoogste positie | Aantal weken | Opmerkingen     |
| ---------------------------------------------------- | --------------------- | --------------------- | --------------- | ------------ | --------------- |
| DNA                                                  | 18-09-2017            | 30-09-2017            | tip             | -            |                 |
| Mic drop (Steve Aoki remix)                          | 24-11-2017            | 02-12-2017            | tip             | -            | met Desiigner   |
| Fake love                                            | 18-05-2018            | 26-05-2018            | tip34           | -            |                 |
| Idol                                                 | 24-08-2018            | 01-09-2018            | tip26           | -            | met Nicki Minaj |
| Waste it on me                                       | 26-10-2018            | 03-11-2018            | tip             | -            | met Steve Aoki  |
| Boy with luv                                         | 12-04-2019            | 20-04-2019            | tip4            | -            | met Halsey      |
| Dream glow                                           | 07-06-2019            | 15-06-2019            | tip             | -            | met Charli XCX  |
| Make it right                                        | 18-10-2019            | 26-10-2019            | tip             | -            | met Lauv        |
| Black swan                                           | 17-01-2020            | 25-01-2020            | tip23           | -            |                 |
| On                                                   | 21-02-2020            | 01-09-2018            | tip20           | -            | met Sia         |
| Dynamite                                             | 21-08-2020            | 29-08-2020            | 5               | 28           | Goud            |
| Life goes on                                         | 20-11-2020            | 28-11-2020            | tip14           | -            |                 |
| Butter                                               | 21-05-2021            | 29-05-2021            | 41(2wk)         | 8            |                 |
| My universe                                          | 24-09-2021            | 02-10-2021            | 7               | 8*           | met Coldplay    |

### NPO Radio 2 Top 2000
| Nummer met noteringen in de NPO Radio 2 Top 2000 | '22  | '23  | '24  |
| ------------------------------------------------ | ---- | ---- | ---- |
| My Universe (met Coldplay)                       | 1019 | 1185 | 1884 |

1. ↑  Een vetgedrukt getal geeft de hoogste notering aan.
2. ↑  2022 was het eerste jaar met een notering voor dit nummer.

## Videografie (selectie)
- American Hustle Life (2014)
- Run BTS! (2015-heden)
- BTS Bon Voyage (2016-heden)
- Burn the Stage (2018)
- Burn the Stage: The Movie (2018)
- Love Yourself in Seoul (2019)
- Bring the Soul: Docu-series (2019)
- Bring the Soul: The Movie (2019)
- Learn Korean With BTS (2020)
- Break the Silence: Docu-series (2020)
- In the SOOP BTS Ver. (2020)
- Speak Yourself in London (2020)
- In the SOOP BTS Ver. Season 2 (2021)

## Leden
De groep bestaat uit zeven leden, gerangschikt op leeftijd:

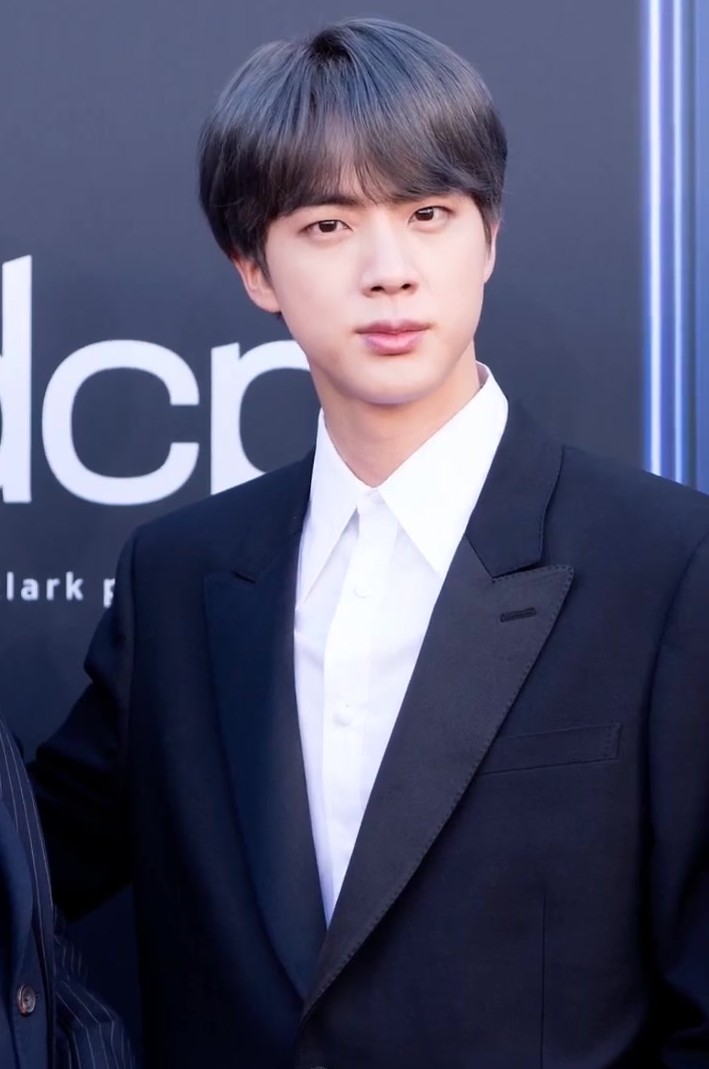
Jin
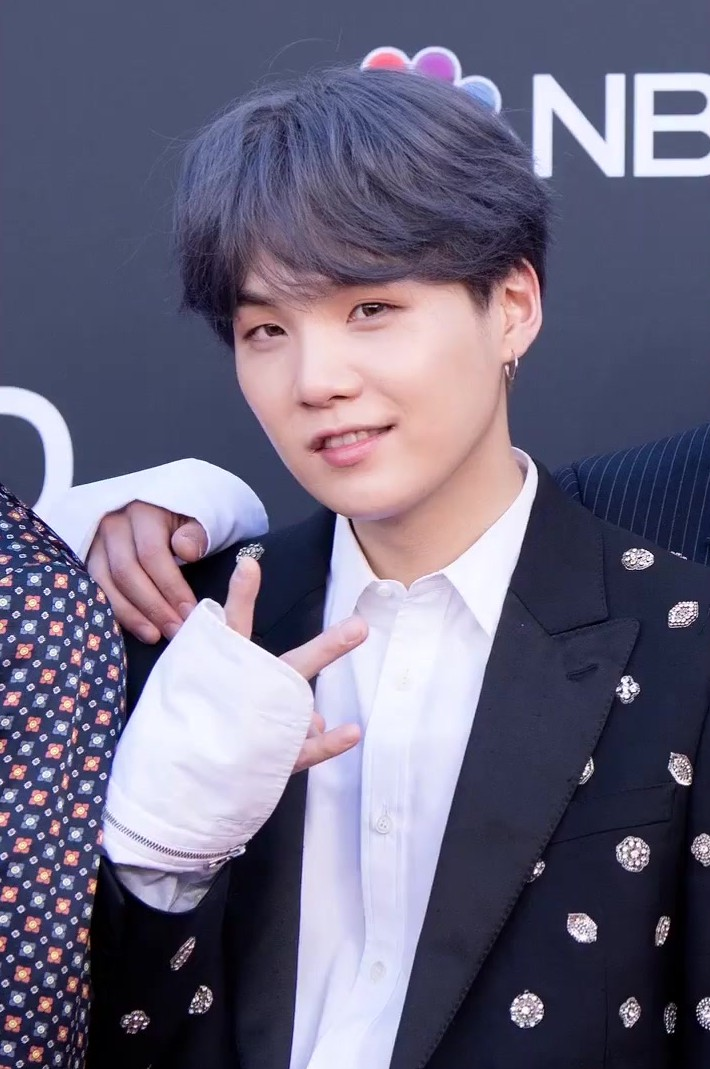
Suga
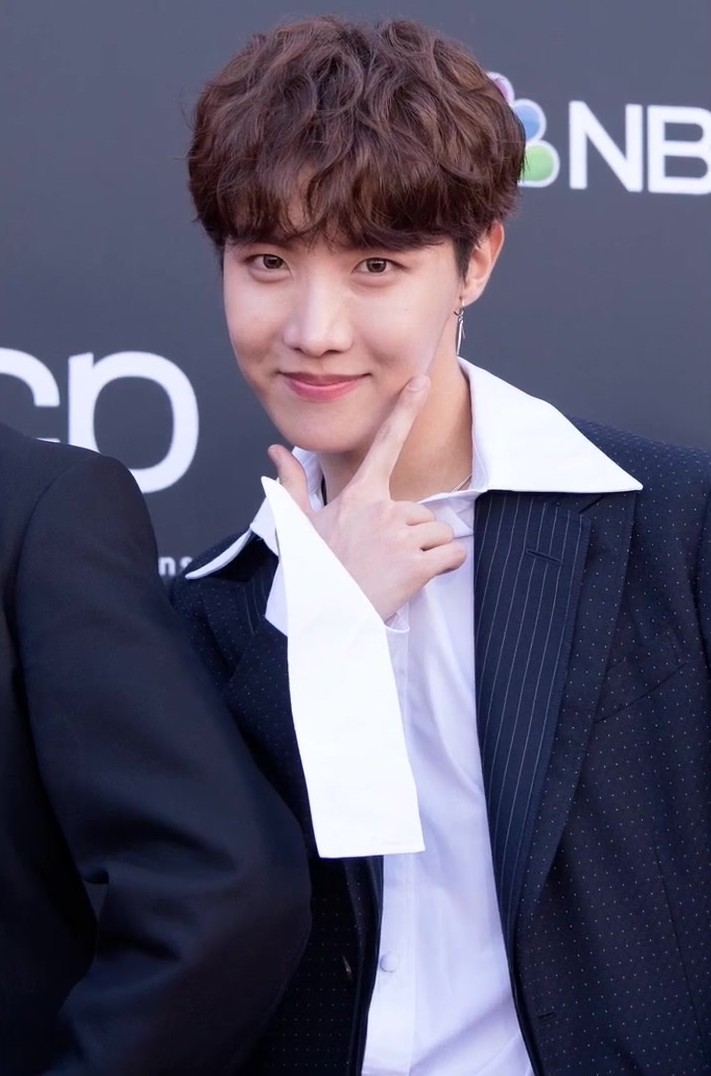
J-Hope
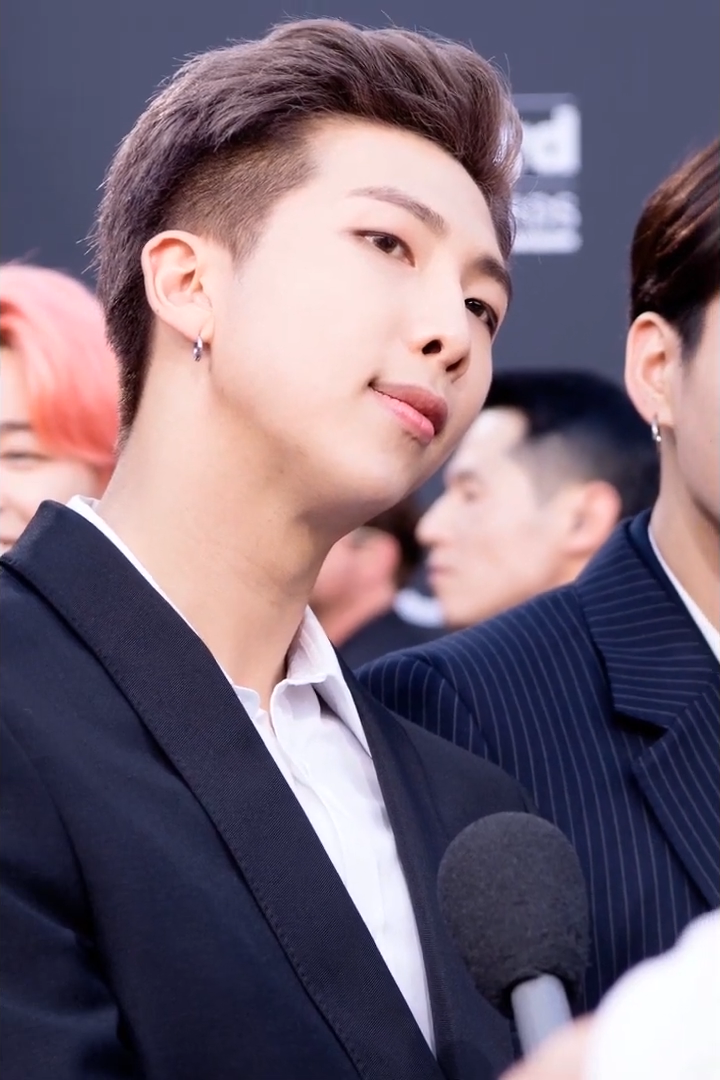
RM
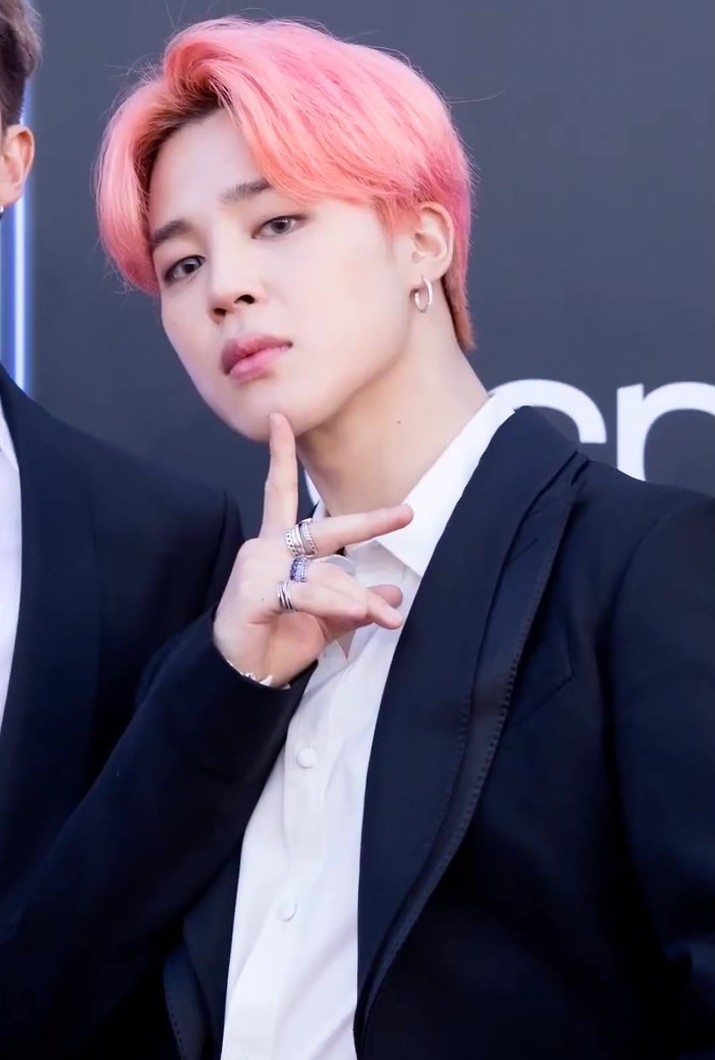
Jimin
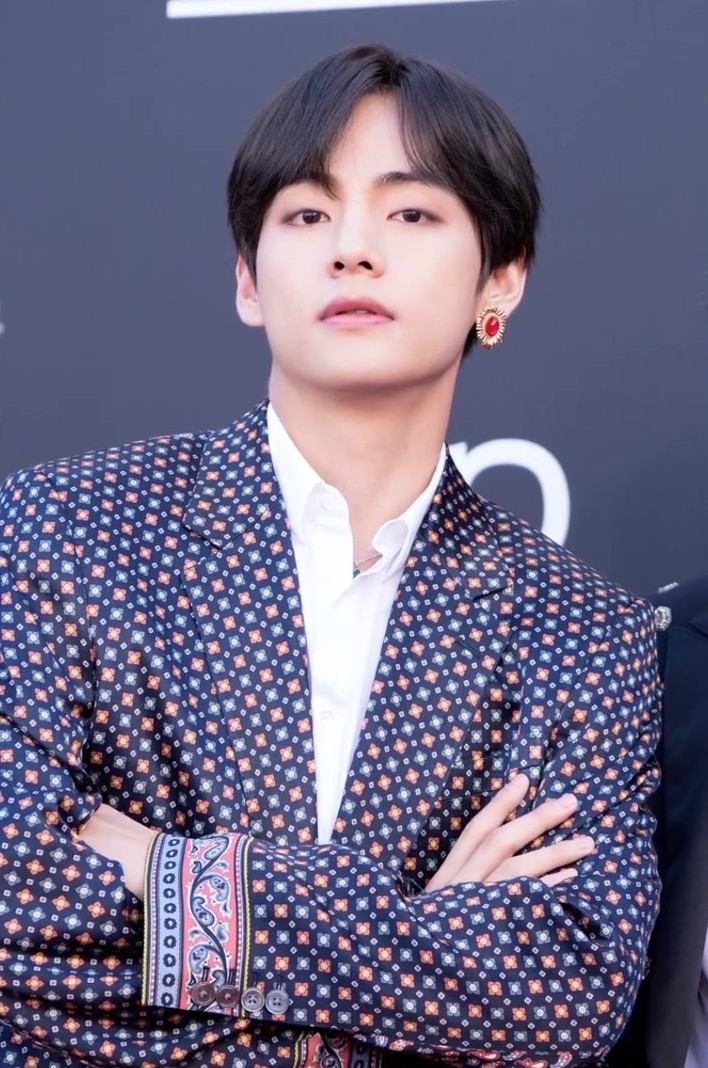
V
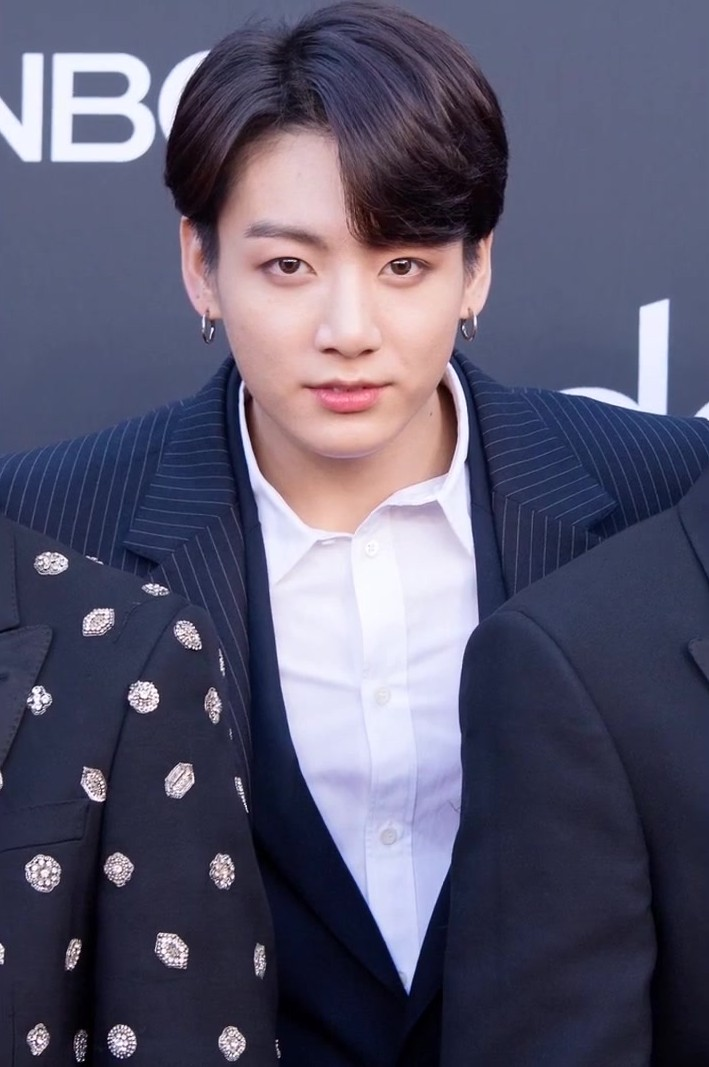
Jungkook

| Artiestennaam | Artiestennaam | Naam           | Naam   | Geboortedatum     |
| Gelatiniseerd | Hangul        | Gelatiniseerd  | Hangul | Geboortedatum     |
| ------------- | ------------- | -------------- | ------ | ----------------- |
| Jin           | 진            | Kim Seok-jin   | 김석진 | 4 december 1992   |
| Suga          | 슈가          | Min Yoon-gi    | 민윤기 | 9 maart 1993      |
| J-Hope        | 제이홉        | Jung Ho-seok   | 정호석 | 18 februari 1994  |
| RM            | 알엠          | Kim Nam-joon   | 김남준 | 12 september 1994 |
| Jimin         | 지민          | Park Ji-min    | 박지민 | 13 oktober 1995   |
| V             | 뷔            | Kim Tae-hyung  | 김태형 | 30 december 1995  |
| Jungkook      | 정국          | Jeon Jung-kook | 전정국 | 1 september 1997  |